# ムスクケトン
ムスクケトン（英: Musk Ketone）は、化学式C14H18N2O5で表される合成ムスクの一種。

## 用途
天然ムスクに良く似た香りを持ち、石鹸や化粧品などに好ましい粉っぽさを与える目的で使用されるほか、食品用フレーバーとしてもキャンディやチューインガムに少量使用される場合がある。光により着色することがある。

## 合成
m-キシレンを塩化アルミニウムを触媒としてイソブテンでtert-ブチル化することにより得た5-tert-ブチル-m-キシレンを、塩化アセチルでアセチル化させたのち、硝酸と硫酸の混酸でニトロ化することにより得られる。

## 安全性
ニトロ化合物であり、日本の消防法では危険物第5類（自己反応性物質）に分類される。国際香粧品香料協会では、香料として使用する場合はムスクケトン中に不純物として含まれるムスクキシレンが0.1%以下のものでなければならないと定めている。